# Stefan Witczak

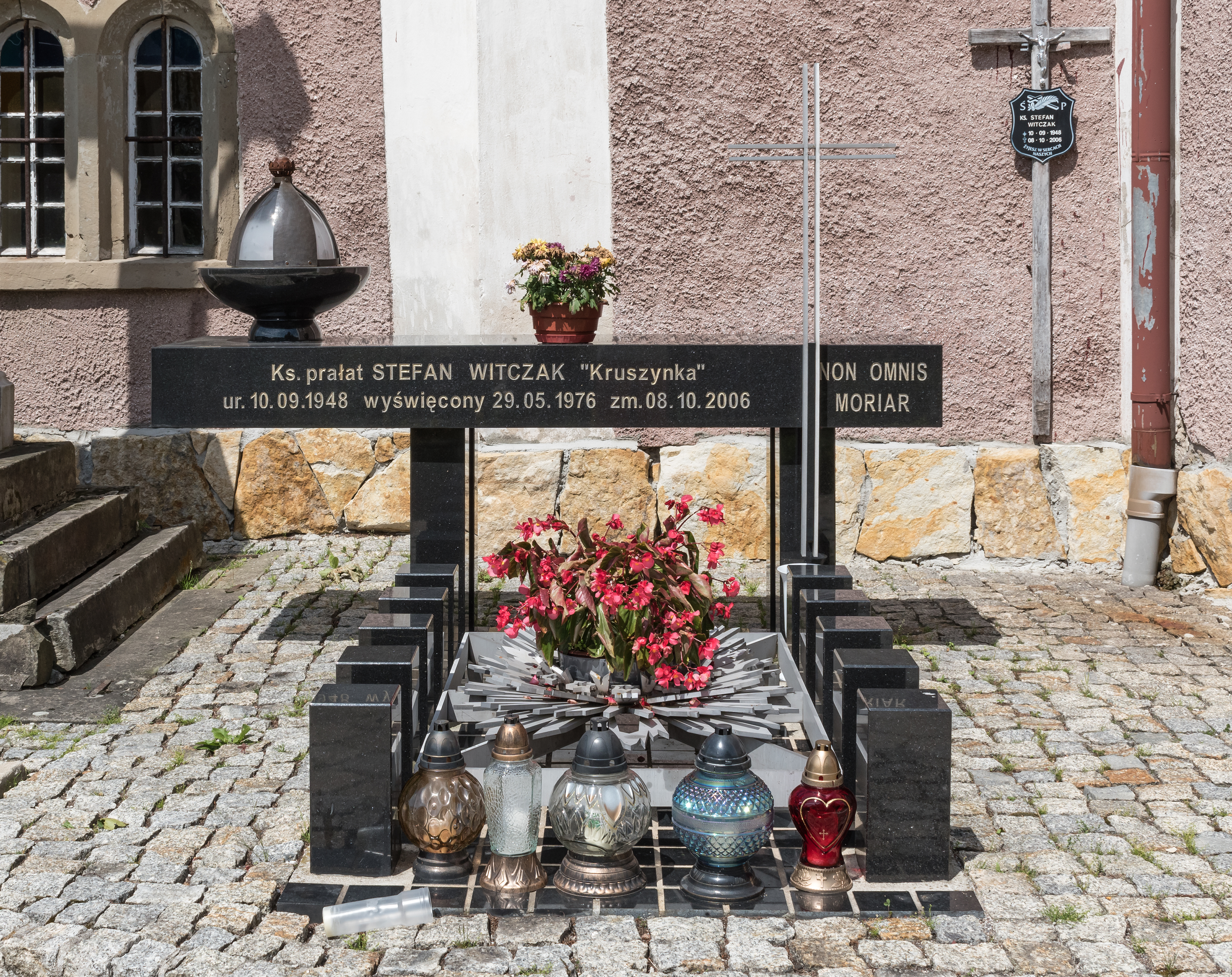
Grób księdza Stefana Witczaka

Ks. prałat Stefan Witczak "Kruszynka" (ur. 10 września 1948 w Żdżarach, zm. 8 października 2006 we Wrocławiu) – prezbiter katolicki, kanonik kapitularny koleg. ex. num., proboszcz parafii św. Jana Chrzciciela w Nowym Gierałtowie, działacz społeczny zajmujący się charytatywną działalnością na rzecz chorych i niepełnosprawnych, kapelan myśliwych i ochotniczych straży pożarnych, działacz opozycji solidarnościowej lat osiemdziesiątych.

## Życiorys
Urodził się w ubogiej wiejskiej rodzinie Antoniego Witczaka i Wandy z domu Krzemińskiej. Po ukończeniu Szkoły Podstawowej w Żdżarach wstąpił do Niższego Seminarium Duchownego w Częstochowie. Po uzyskaniu matury zdał do Wyższego Seminarium Duchownego we Wrocławiu. Nauki jednak nie podjął ze względu na powołanie do obowiązkowej zasadniczej służby wojskowej. W latach 1968–1970 służył w jednostkach wojskowych w Żaganiu i Trzebiatowie razem z grupą księży i kleryków. Kontynuował studia w Metropolitarnym Wyższym Seminarium Duchownym we Wrocławiu, które ukończył po sześciu latach z tytułem magistra, broniąc pracy z etyki religijnej.
Święcenia kapłańskie otrzymał 29 maja 1976 roku we Wrocławiu z rąk abpa Henryka Gulbinowicza. Mszę prymicyjną odprawił w rodzinnej wsi, w kościele pw. św. Bartłomieja. Pierwszym miejscem jego pracy duszpasterskiej była Parafia Niepokalanego Poczęcia NMP w Wałbrzychu. Pełnił tam funkcję wikariusza parafialnego i kapelana Wojewódzkiego Szpitala Specjalistycznego w Wałbrzychu (tzw. górniczego). Podjął tam starania o otwarcie kaplicy szpitalnej, czym naraził się ówczesnej służbie bezpieczeństwa.
W roku 1979 został przeniesiony do parafii w Stroniu Śląskim. Zajął się tam katechezą szkolną i duszpasterstwem w Wojewódzkim Szpitalu dla Nerwowo i Psychicznie Chorych. W latach 1986–1989 prowadził wikariat utworzony z odległych od siebie filialnych kościołów w okolicznych górskich wsiach: Bolesławów, Bielice, Stary i Nowy Gierałtów. W roku 1989 został proboszczem nowej parafii w Nowym Gierałtowie. Funkcję tę sprawował do końca życia. Przez cały okres prowadzenia probostwa pracował sam, bez pomocy wikariuszy i gospodyni. W dniu 17 czerwca 2006 na uroczystości 30-lecia kapłaństwa, nominowany został przez bpa Ignacego Deca do godności prałata: kapelana honorowego Jego Świątobliwości Benedykta XVI. Tego samego dnia z rąk konsula generalnego Republiki Czeskiej Józefa Byrtusa otrzymał srebrny Medal Jana Masaryka oraz odznaczenie Semper Fidelis.
Odszedł po ciężkiej, kilkumiesięcznej chorobie w szpitalu we Wrocławiu. Mszę pogrzebową we wsi Nowy Gierałtów celebrowało 3 biskupów z udziałem ponad 120 księży. W ostatnim pożegnaniu wzięło udział 30 pocztów sztandarowych i ok. 3000 osób.

## Działalność
Angażował się w ratowanie zabytków sakralnych na terenie swojego wikariatu, samemu mieszkając przez 20 lat w spartańskich warunkach w dawnej przykościelnej kostnicy. Dzięki jego staraniom przeprowadzono gruntowne remonty i renowacje barokowych kościołów we wsiach Bolesławów, Bielice, Stary i Nowy Gierałtów. Podniósł z ruin kościół w Karpnie, w którym w 1995 powstało w górach leśne sanktuarium Matki Bożej od Zagubionych. Od tego czasu co roku odprawiał w nim msze hubertusowe oraz pasterki, na które nocą, przez śniegi przybywały tłumy.
W latach osiemdziesiątych wspierał działalność demokratycznej opozycji, m.in. działalność Solidarności Polsko-Czechosłowackiej. Brał udział w słynnej akcji przerzutu przez granicę w październiku 1989 roku w okolicach Bielic, Stanislava Devátego, sygnatariusza Karty 77, późniejszego szefa służby bezpieczeństwa Czech, ukrywając go przez krótki czas w kościele. Jako jeden z pierwszych, podjął się trudnego zadania pojednania polsko-niemieckiego na Ziemiach Odzyskanych, organizując już w latach 80. spotkania lokalnych społeczności z dawnymi, niemieckimi mieszkańcami tych terenów, m.in. na wspólnych mszach i modłach ekumenicznych, co w tamtych latach wymagało odwagi. Naraził się tym na szykany na łamach prasy inspirowane przez ówczesne władze i służbę bezpieczeństwa.
Pełnił rozliczne funkcje duszpasterskie, m.in. kapelana strażaków diecezji świdnickiej, kapelana leśników lasów dolnośląskich i myśliwych sudeckiej krainy łowów. Był duszpasterzem w środowisku Polonii francuskiej w La Machine i Solidarności Polsko-Czesko-Słowackiej. Przez kilkanaście lat wznosił od podstaw w Nowym Gierałtowie dom, który miał stać się otwartym domem spotkań dla kilku pokoleń i kilku narodowości.
W ostatnich latach życia, samemu będąc w złym stanie zdrowia, poświęcił się pracy charytatywnej – tworzył ośrodek wsparcia dla niepełnosprawnych, zakładał służbę maltańską. Organizował zajęcia sportowe i artystyczne dla dzieci i młodzieży we wsiach Doliny Górnej Białej Lądeckiej. Osobiście kwestował na rzecz niepełnosprawnych i sprowadzał z zagranicy sprzęt potrzebny chorym i inwalidom. Prowadzona przez niego wypożyczalnia rozdysponowała bezpłatnie wśród potrzebujących setki wózków inwalidzkich, łóżek dla obłożnie chorych i różnego rodzaju sprzętu rehabilitacyjnego.
Znany był częściej jako Kruszynka, niż pod własnym nazwiskiem. Ceniony za niepospolitą skromność, bezinteresowność, niespożytą energię i poświęcenie, powszechnie znany i szanowany. W częstych opiniach i wspomnieniach określany jest jako prawdziwy ksiądz. Wspierał opieką duszpasterską osoby w podeszłym wieku i schorowane. Prowadził obwoźną bibliotekę wiejską. Zajmował niepopularną w niektórych środowiskach księży postawę duchownego, który chrzcił dzieci z nieślubnych związków, udzielającego małżeństwa po latach parom żyjącym bez sakramentów.
Rozpoczął działalność misyjną w czeskich miejscowościach sąsiadujących z jego parafią. Podejmował wiele wysiłku w pozyskanie ambulansu medycznego, który mógłby obsługiwać oddalone od szpitala, górskie wsie w dolinie Białej Lądeckiej. Wielokrotnie w tym celu wyjeżdżał do Niemiec szukając sponsorów wśród Polonii i partnerów z Malteser Hilfsdienst e.V. Marzenie to pozostało niezrealizowane. Karetka przejęta przez noworudzkich maltańczyków trafiła do jednego ze szpitali w tym mieście.

## Memoria
Księdza Stefana Witczaka upamiętniała wystawa wspomnieniowa ze zgromadzonych po nim pamiątek, otwarta w dniach 8-14 października 2007 w Starym Gierałtowie przez Towarzystwo Doliny Białej Lądeckiej. W 2007 roku ks. Stefan Witczak został odznaczony pośmiertnie przez prezydenta RP Krzyżem Oficerskim Orderu Odrodzenia Polski.